# Lancio della clava
Il lancio della clava è una specialità dell'atletica leggera paralimpica in cui l'atleta cerca di scagliare il più lontano possibile una clava in legno. Sostituisce il lancio del martello ai Giochi paralimpici, sin dal 1960.

## Regole

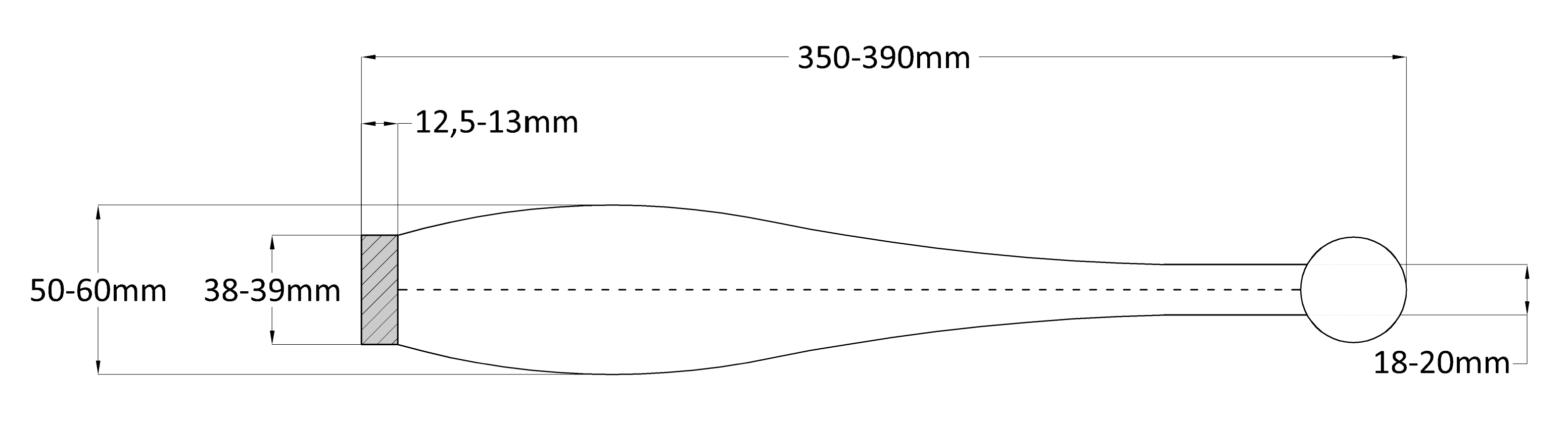
L'attrezzo regolamentare utilizzato nel lancio della clava

Le regole del lancio della clava sono del tutto simili a quelle del lancio del disco e più in generale a quelle degli altri lanci dell'atletica leggera, paralimpica e non: i concorrenti hanno a disposizione un certo numero di lanci, vengono valutati in base al loro miglior lancio valido, e vince chi ha effettuato il lancio valido più lungo.
L'attrezzo utilizzato, affinché possa essere utilizzato in gara, deve essere conforme alle specifiche del Comitato Paralimpico Internazionale. La clava è costituita da quattro parti: una testa, un collo, un corpo e un piede. La testa, il collo e il corpo devono essere in legno in modo da formare un oggetto solido e fisso. Il corpo deve essere fissato al piede che è un cilindro metallico privo di rientranze, sporgenze o bordi taglienti. La superficie della testa, del collo e del corpo deve essere liscia e non avere alcuna rugosità o irregolarità. La testa può essere sferica o cilindrica; il diametro della parte più larga del corpo (che è un cilindro che sistringe a cono verso la testa e, in minor misura, verso il piede) non può superare i 60 mm e deve essere superiore ai 50 mm.
Il peso minimo della clava per l'utilizzo in una gara e l'omologazione di un record è di 397 g. La lunghezza complessiva dell'attrezzo può variare tra i 350 e i 390 mm; il diametro del collo è compreso tra i 18 e i 22 mm. Il diametro del piede metallico è incluso tra i 38 e i 39 mm; la sua altezza può variare tra i 12,5 e i 13 mm.
La pedana entro la quale l'atleta esegue la prova è circolare, con un diametro interno di 2,50 m dotata di una robusta gabbia, a forma di U, che la circonda onde assicurare l'incolumità degli spettatori, degli ufficiali di gara e degli altri concorrenti. Il settore di lancio è di 34,92° con il vertice coincidente con il centro della pedana, esattamente come nel lancio del disco.

## Record
Statistiche aggiornate al 19 agosto 2020.

### Categoria F31

#### Maschili
|                     | Misura  | Atleta                 | Luogo     | Data            |
| ------------------- | ------- | ---------------------- | --------- | --------------- |
| Record mondiale     | 30,72 m | Rafael Mateus Da Silva | San Paolo | 5 agosto 2018   |
| Record africano     | 30,35 m | Mohamed Nadjib Amchi   | Tunisi    | 26 marzo 2013   |
| Record panamericano | 30,72 m | Rafael Mateus Da Silva | San Paolo | 5 agosto 2018   |
| Record europeo      | 30,54 m | Evgenii Demin          | Soči      | 1º ottobre 2015 |

#### Femminili
|                 | Misura  | Atleta      | Luogo | Data            |
| --------------- | ------- | ----------- | ----- | --------------- |
| Record mondiale | 17,92 m | Hind Frioua | Dubai | 8 novembre 2019 |
| Record africano | 17,92 m | Hind Frioua | Dubai | 8 novembre 2019 |

### Categoria F32

#### Maschili
|                     | Misura  | Atleta                          | Luogo          | Data             |
| ------------------- | ------- | ------------------------------- | -------------- | ---------------- |
| Record mondiale     | 37,19 m | Maciej Sochal                   | Grosseto       | 14 giugno 2016   |
| Record paralimpico  | 33,91 m | Maciej Sochal                   | Rio de Janeiro | 9 settembre 2016 |
| Record africano     | 34,46 m | Lahouari Bahlaz                 | Doha           | 26 ottobre 2015  |
| Record panamericano | 20,78 m | Esteban Abraham Vazquez Estrada | Cuernavaca     | 1º giugno 2019   |
| Record asiatico     | 31,75 m | Mohammed Al Mashaykhi           | Tunisi         | 28 giugno 2019   |
| Record europeo      | 37,19 m | Maciej Sochal                   | Grosseto       | 14 giugno 2016   |

#### Femminili
|                     | Misura  | Atleta                  | Luogo          | Data             |
| ------------------- | ------- | ----------------------- | -------------- | ---------------- |
| Record mondiale     | 27,28 m | Maroua Ibrahmi          | Marrakech      | 27 aprile 2019   |
| Record paralimpico  | 26,93 m | Maroua Ibrahmi          | Rio de Janeiro | 9 settembre 2016 |
| Record africano     | 27,28 m | Maroua Ibrahmi          | Marrakech      | 27 aprile 2019   |
| Record panamericano | 17,44 m | Marilu Romina Fernandez | San Paolo      | 25 aprile 2019   |
| Record asiatico     | 19,04 m | Noura Alktebi           | Bydgoszcz      | 20 luglio 2019   |

### Categoria F51

#### Maschili
|                     | Misura  | Atleta                        | Luogo          | Data              |
| ------------------- | ------- | ----------------------------- | -------------- | ----------------- |
| Record mondiale     | 33,96 m | Zeljko Dimitrijevic           | Kruševac       | 14 settembre 2019 |
| Record paralimpico  | 29,96 m | Zeljko Dimitrijevic           | Rio de Janeiro | 16 settembre 2016 |
| Record africano     | 26,24 m | Walid Rezouani                | Tunisi         | 13 aprile 2017    |
| Record panamericano | 30,34 m | Mario Santana Ramos Hernandez | Cuernavaca     | 2 giugno 2019     |
| Record asiatico     | 30,25 m | Amit Kumar                    | Londra         | 17 luglio 2017    |
| Record europeo      | 33,96 m | Zeljko Dimitrijevic           | Kruševac       | 14 settembre 2019 |

#### Femminili
|                     | Misura  | Atleta             | Luogo          | Data              |
| ------------------- | ------- | ------------------ | -------------- | ----------------- |
| Record mondiale     | 25,23 m | Zoia Ovsii         | Dubai          | 11 novembre 2019  |
| Record paralimpico  | 22,81 m | Joanna Butterfield | Rio de Janeiro | 11 settembre 2016 |
| Record africano     | 11,92 m | Dhouha Chelhi      | Tunisi         | 29 giugno 2019    |
| Record panamericano | 23,82 m | Rachael Morrison   | Claremont      | 8 aprile 2017     |
| Record asiatico     | 16,63 m | Ekta Bhyan         | Dubai          | 22 marzo 2017     |
| Record europeo      | 25,23 m | Zoia Ovsii         | Dubai          | 11 novembre 2019  |

Legenda:
: record mondiale
: record paralimpico
: record africano
: record asiatico
: record europeo
: record nord-centro americano e caraibico
: record sudamericano
: record oceaniano